# Lynn Lake
Lynn Lake é uma pequena cidade localizada na região norte de Manitoba, Canadá, cerca de 1.071 km de Winnipeg. A cidade possui esse nome em homenagem à Lynn Smith, engenheiro chefe de minas.
A cidade foi fundade em 1950, quando um depósito de níquel foi descoberto na região, essa mina foi feita e desenvolvida até que foi descoberto ouro.
Sua população é de 1.038 habitantes.